# Juan Maldacena
Juan Martín Maldacena (* 10. září 1968, Buenos Aires, Argentina) je argentinský teoretický fyzik. Mezi lety 1997 a 2001 působil na Harvardově univerzitě, od roku 1999 jako profesor fyziky. Od roku 2001 je profesorem na Institute for Advanced Study v Princetonu.
Jeho hlavním vědeckým přínosem je popsání AdS/CFT korespondence, jež předpokládá rovnocennost teorie strun v anti de Sitterově prostoru a konformní teorie pole, které je definováno na hranici tohoto prostoru. To je vůbec nejlepší explicitní formulací holografického principu již dříve navrženého Leonardem Susskindem, jedním ze zakladatelů teorie strun, a nositelem Nobelovy ceny Gerardem 't Hooftem.